# Бранко Милановић (економиста)
Бранко Милановић (Париз, 24. октобар 1953) српско-амерички је економиста и универзитетски професор. Један је од водећих светских експерата за област неједнакости.

## Биографија
Завршио је Економски факултет у Београду, где је и докторирао 1997. Специјалиста је за питања сиромаштва, неједнакости у расподели дохотка и социјалне политике.
Предаје на Сити јуниверзити у Њујорку. Члан је Центра за либерално-демократске студије.

## Одабрана дела
Књиге
- Либерализација и предузетништво (1989)[6]
- Економске неједнакости у Југославији (1990)[7]
- Распадање светова: мерење међународне и глобалне неједнакости (2005)[7]
- Богаташи и сиромаси: кратка и необична историја неједнакости (2012)[8]
- Глобална неједнакост: нови приступ за раздобље глобализације (2016)[9]
- Capitalism, alone (2019)[10]
- Visions of Inequality: From the French Revolution to the End of the Cold War, 2023, Harvard University Press.